# El Chorro-Caminito del Rey
El Chorro-Caminito del Rey (hiszp. Estación de El Chorro-Caminito del Rey) – stacja kolejowa w miejscowości El Chorro, w prowincji Malaga we wspólnocie autonomicznej Andaluzja, w Hiszpanii. Obsługuje połączenia średniego zasięgu Renfe.

## Położenie
Stacja znajduje się w km 142,9 linii Córdoba – Málaga, na wysokości 244 m n.p.m., pomiędzy stacjami Bobadilla i Las Mellizas.

## Historia
Stacja została uruchomiona 15 sierpnia 1865 wraz z otwarciem odcinka Kordoba-Álora, linii Córdoba - Málaga. Prace zostały przeprowadzone przez Compañía del Ferrocarril de Córdoba a Málaga, która został utworzona do tego celu w 1861, jednak, ze względu na niską wydajność gospodarczą nie przetrwała długo i zakończyła się integracją firmy w 1879 z Compañía de los Ferrocarriles Andaluces. w 1941 roku, w wyniku nacjonalizacji całej hiszpańskiej sieci kolejowej, stała się częścią RENFE.
Od 31 grudnia 2004 Renfe Operadora obsługuje linie kolejowe, podczas gdy Adif jest właścicielem obiektów kolejowych.

## Linie kolejowe
- Córdoba – Málaga